# Lasse Pettersson (född 1954)
Lars Ernst Harry "Lasse" Pettersson, född 2 mars 1954 i Lärbro på Gotland, är en svensk skådespelare.

## Filmografi (urval)
- 1988 – PS Sista sommaren
- 2005 – En god dag
- 2017 – Jordskott (TV-serie)
- 2020 – I väntan på döden